# Філ Берджесс
Філ Берджесс (англ. Phil Burgess, нар. 1 липня 1988) — британський регбіст, срібний призер Олімпійських ігор 2016 року.

## Виступи на Олімпіадах
| Олімпіада           | Дисципліна | Місце |
| ------------------- | ---------- | ----- |
| Ріо-де-Жанейро 2016 | регбі-7    | 2     |

## Зовнішні посилання
- Філ Берджесс — олімпійська статистика на сайті Sports-Reference.com (англ.) (архівна версія)